# 日本郷土玩具博物館
日本郷土玩具博物館（にほんきょうどがんぐはくぶつかん）は、かつて広島県福山市松永町にあった郷土玩具をテーマにした博物館である。JR西日本松永駅南口東方に位置し、同じ敷地内に日本はきもの博物館も併設され、財団法人遺芳文化財団が運営管理していたが、2013年（平成25年）に閉館となる。

## 概要
はきもの博物館に併設する施設として1994年（平成6年）に開館。はきもの博物館開館当時から集め始めた日本や世界の郷土玩具約50000点を収納しており、そのうち15000点が展示されていた。収蔵品には無病息災・厄除けなど人々の祈りや願いが込められたものが多く、「青い目の人形」やアメリカの先住民ホピ族が伝承する「カチナ人形」、干支の郷土玩具や天神人形など多数展示。そのほかに、玩具で遊ぶことができるふれあい体験室、大正時代の洋館を利用したコーヒーハウスなどが開設されていた。
入館者減などに伴う収益悪化などを理由に併設する日本はきもの博物館とともに2013年（平成25年）11月24日をもって閉館。2015年（平成27年）3月末に福山市は運営していた財団法人の清算法人から博物館を寄付してもらい、日本はきもの博物館とともに施設や収蔵品を福山市が引き継いで、同年7月4日には日本はきもの博物館の後継施設となる福山市松永はきもの資料館（あしあとスクエア）を当地に開業させた。

### 所在地
- 広島県福山市松永町四丁目16番27号

- 北緯34度27分1秒 東経133度15分39秒 / 北緯34.45028度 東経133.26083度
- 日本郷土玩具博物館 - 地理院地図
- 日本郷土玩具博物館 - Google マップ

## 当時の開館日、見学料
- 開館時間 : 午前9時 〜 午後5時
- 休館日 : 12月28日 〜 1月1日
- 入館料金（二館共通、個人料金） 
  - 一般 1,000円
  - 大学・専門学校生 800円
  - 中学・高校生 600円
  - 幼児・小学生 400円

## 交通
- JR西日本松永駅下車、徒歩5分
- 山陽自動車道福山西インターチェンジより、車で約10分